# Мифы Ктулху
«Мифы Ктулху» (англ. Cthulhu Mythos) — мифопея, вымышленная литературная вселенная, берущая начало в произведениях американского писателя ужасов Говарда Филлипса Лавкрафта и более детально разработанная его последователями. Термин «Мифы Ктулху» является условным, поскольку Лавкрафт не делил своё творчество на циклы. Это определение ввёл Август Дерлет, протеже Лавкрафта, для описания обстановки, окружения, образов, запретных знаний, общих тем и характерных литературных приёмов, которые использовали литературные преемники Лавкрафта. Имя «Ктулху» происходит от центрального божества из рассказа «Зов Ктулху», впервые опубликованного в журнале «Weird Tales» в 1928 году.
«Мифы Ктулху» — неотъемлемая и важная часть более широкого понятия «Лавкрафтовских ужасов», что ныне выделяют в отдельный жанр литературы. Авторы «Лавкрафтовских ужасов» особенно часто используют элементы «Мифов Ктулху». В «Мифах Ктулху» оставили свой след писатели: Кларк Эштон Смит, Роберт Говард, Роберт Блох, Фрэнк Лонг, Генри Каттнер, Генри Уайтхед, Фриц Лейбер — группа, называемая «Круг Лавкрафта». Сам Лавкрафт вдохновлялся работами и адаптировал концепции более ранних авторов, таких как: Эдгар Аллан По, лорд Дансени, Артур Мейкен, Алджернон Блэквуд, Амброуз Бирс, Роберт Чемберс и других.
Ричард Тирни предложил применять термин «Мифы Дерлета», чтобы разграничить оригинальные работы Лавкрафта от последующих работ Дерлета, который изменил ключевые постулаты автора. С. Т. Джоши использовал название «Мифы Лавкрафта» для описания цикла мифов из определённой группы поздних работ Лавкрафта, составляющих отдельную и отличную категорию, что определяет суть «Мифов Ктулху». 
«Пх’нглуи мглв’нафх Ктулху Р’льех вгах’нагл фхтагн»
«В своем доме в Р’льехе мертвый Ктулху спит, ожидая своего часа».Г. Ф. Лавкрафт. «Зов Ктулху».

## Особенности
Лавкрафт разработал мифологическую базу об инопланетянах, которые в древние эпохи посещали Землю — эти сведения лежат в основе «Мифов Ктулху». Их элементы: нечеловеческие существа (Старцы или Глубоководные), псевдомифология, Древние боги, запретные книги, культы с космическими целями, язык Акло, не читаемые имена, «вещи без имени», реликвии забытого прошлого, циклопические монолитные руины, многомерный Р'льех и прочее. Хотя эти элементы были введены Лавкрафтом, но по большому счёту они не столь обязательны — в бесконечной Вселенной достаточно места для других авторов.
Важная часть «Мифов Ктулху» — создание атмосферы сверхъестественного ужаса при столкновении человека с чем-то, что находится за пределами привычного ему мира, что он не может объяснить. Люди, обладая ограниченным восприятием, сталкиваются с аномальными явлениями, которые их разум не может обработать. Эти темы способствовали развитию собственной философии Лавкрафта, — космицизма.
Литературный стиль Лавкрафта передает психологический страх, обрывочные факты, неясные намеки, над которыми можно бесконечно долго размышлять. Автор не указывает на что-то конкретное и предлагает читателю самостоятельно домыслить сущность необъяснимого. Несмотря на то, что Лавкрафт творил в XX веке, пик его творчества приходится на 1920—1930-е годы, а многие из его произведений ближе по духу к готической литературе XVIII — XIX вв. (принимая во внимание языковые архаизмы), нежели к более поздним «мастерам ужаса», таким как Стивен Кинг и Клайв Баркер (с характерным для них натурализмом). Но Лавкрафт заявлял, что стремился отличаться от готической литературы и фантастики, подняв темы ужаса, по его словам, до «космического уровня». Лавкрафт создал окружении сельской местности Новой Англии (в «Стране Лавкрафта»), которое со временем станет одним из самых популярных в фантастической литературе. В поздних произведениях Лавкрафт натуралистично комбинирует черты жанра ужасов и научной-фантастики. Главными героями выступают ученые, которые объясняют сверхъестественные или магические явления математикой, неевклидовой геометрией, эйнштейновской наукой и транслируют личные взгляды Лавкрафта. «Мифы Ктулху» оказали влияние на жанр «мистических ужасов», который заимствовал идеи Лавкрафта.
В «Энциклопедии Лавкрафта» С. Т. Джоши и Девид Шульц пишут, что литературная вселенная Лавкрафта известна лишь по неполным и разрозненным сведениям, описания которых полны завуалированных домыслов, и пустых пробелов. Личности и взаимоотношения инопланетян остаются запутанной и непроницаемой загадкой. В этом ключе они рассматривают происхождение термина «Мифы Ктулху» :

-Термин «Мифы Ктулху» придумал Август Дерлет для обозначения псевдомифологии, лежащей в основе некоторых рассказов Лавкрафта, главным образом «космических» из его последнего десятилетия творчества. Трудно сказать, насколько серьезно сам Г.Ф.Л. относился к своему выдуманному пантеону божеств или топографии Новой Англии (которая также рассматривалась более поздними критиками как важный компонент «Мифов»). Этот пантеон развивался от самой ранней его работы — «Дагон» (1917) — до последней, и находился в состоянии постоянных изменений, поскольку Г.Ф.Л. никогда не чувствовал себя обязанным предоставить строго последовательную теогонию, от одного рассказа к другому. Его собственные ссылки на свою псевдомифологию расплывчаты и непоследовательны, и это позволяет предположить, что, хотя он использовал их достаточно часто, они служили для колорита, а не главной темой его творчества. Один из первых комментариев Г.Ф.Л. по этому поводу кратко изложен в письме Джеймсу Ф. Мортону (1 апреля 1927; AHT), в котором он отмечает, что написал «атмосферный эпизод цикла Аркхем» (т. е. «Цвет иных миров»). Затем он отметил, что «Ужас Данвича» (1928) «принадлежит к циклу Аркхема» (SL2.246). Г.Ф.Л. не поясняет выражение «цикл Аркхэма», что, видимо, включает его вымышленную топографию (Аркхэм, Иннсмут, Кингспорт, Данвич) и является центральным компонентом некоторых слабо связанных между собой рассказов.
-Следует проводить жесткое различие между рассказами Лавкрафта, что «принадлежали» к «Мифам Ктулху» и теми, что «не принадлежали». Большая часть критиков (Фрэнсис Т. Лэни, Лин Картер и другие) были вовлечены в дебаты о том, какие именно рассказы «принадлежали» или «не принадлежали» Мифам, но большинство критиков не заметили, что Лавкрафт так разбросал ссылки на свою псевдомифологию, и воображаемую топографию, и мифические книги в большинстве своих рассказах, что это делает попытку разделения их на взаимоисключающие категории бесполезной затеей.

-Лавкрафт сознательно развивал свою мифологию, но умер, не успев осуществить все, что намеревался сделать. Но у Лавкрафта не было таких намерений; а только Дерлет, похоже, пришел к другим выводам. Дерлет написал множество «посмертных коллабораций» с Лавкрафтом, используя крупицы сюжета из его записной книжки (большинство не имели никакого отношения к псевдомифологии), а затем сочинил о них «Мифы Ктулху» и прикрепил к ним имя Лавкрафта. Он также написал множество собственных рассказов о «Мифах Ктулху» (например, «Маска Ктулху» [1958], «След Ктулху» [1962]). В некоторых случаях Дерлет призывал писателей (таких как Рэмси Кэмпбелл и Брайан Ламли) «дополнить» «Мифы Ктулху»; в других он угрожал судебным иском против тех, кто пытался это сделать (например, в отношении Чарльза Холла Томпсона), когда их работа не соответствовала его интерпретации. Несмотря на исследования, проведенные в 1970-х годах Ричардом Тирни, Дирком Мосигом и другими авторами, разоблачавшими ошибки интерпретации Дерлета, многие писатели продолжали писать свои пробы «Мифов» — явления, которое накопило огромный поток работ в 1990-е годы благодаря публикации сборников «Мифов Ктулху» Дерлета и Роберта Прайса. Немногие исследователи сегодня считают псевдомифологию Лавкрафта значимой самой по себе; скорее, они видят в этом один из нескольких способов, с помощью которых Лавкрафт выразил свое особое космическое видение.Оригинальный текст (англ.)-Term Cthulhu Mythos devised by August Derleth to denote the pseudomythology underlying some of HPL’s tales, chiefly the “cosmic” stories of his last decade of writing. It is difficult to know how seriously HPL himself regarded his invented pantheon or his invented New England topography (which has also been regarded by later critics as an important component of the Mythos). That pantheon developed from his very earliest work—“Dagon” (1917)—to his last, and it was in a state of constant flux, as HPL never felt bound to present a rigidly consistent theogony from one tale to the next. His own references to his pseudomythology are vague and inconsistent, suggesting that, even though he employed it often enough, it was merely for coloration, not the primary theme of his fiction. One of HPL’s first comments on the matter is briefly stated in a letter to James. F.Morton (April 1, 1927; AHT), when he remarks that he has written an “atmospheric episode of the Arkham cycle” (i.e., “The Colour out of Space”). He next noted that “The Dunwich Horror” (1928) “belongs to the Arkham cycle” ( SL2.246). He never elucidates this expression “Arkham cycle,” which appears to suggest that his invented topography (Arkham, Innsmouth, Kingsport, Dunwich) is a central component of certain loosely linked tales.

- There is a rigid distinction to be made between those of Lovecraft tales that “belonged” to the “Cthulhu Mythos” and those that did not. Much subsequent criticism (by Francis T.Laney, Lin Carter, and others) was involved in debating which stories did or did not “belong” to the Mythos, but most critics failed to note that Lovecraft scattered references to his pseudomythology, his imaginary topography, and his mythical books across many stories, making the exercise of segregating them into mutually exclusive categories a futile endeavor.

- Lovecraft consciously developed his mythology, but died before he could accomplish all he intended to do. But Lovecraft had no such intention; only Derleth seems to have arrived at this conclusion.He also wrote numerous “posthumous collaborations” with Lovecraft, taking plot germs from Lovecraft commonplace book (most of which had no connection with his pseudomythology), making “Cthulhu Mythos” tales of them, and affixing Lovecraft name to them. He also wrote numerous “Cthulhu Mythos” tales of his own (e.g., The Mask of Cthulhu [1958], The Trail of Cthulhu[1962]). In some cases he urged other writers (such as Ramsey Campbell and Brian Lumley) to “add” to the “Cthulhu Mythos”; in other cases he threatened legal action against others who sought to do so (e.g., in regard to the pulp writer C.Hall Thompson) when their work did not conform to his interpretation. Despite research in the 1970s by Richard L.Tierney, Dirk W.Mosig, and others exposing the errors of Derleth’s interpretation, numerous writers continued to write their own takeoffs of the Mythos, a phenomenon that gathered considerable steam in the 1990s with many anthologies of “Cthulhu Mythos” stories assembled by Robert M.Price. Few scholars today, however, regard Lovecraft pseudomythology as significant in itself; rather, they see it as one of several ways through which Lovecraft expressed his distinctive cosmic vision.

## «Мифы Ктулху» Лавкрафта
Роберт Прайс в своём эссе «H. P. Lovecraft and the Cthulhu Mythos» описал два этапа развития «Мифов Ктулху». Первый этап — «собственно Мифы Ктулху Лавкрафта», сформулированный под его чутким руководством. Вторым этапом руководил Август Дерлет, который дописал незавершённые произведения Лавкрафта, после его смерти, и включил в мифы работы «Круга Лавкрафта», а затем и его последователей — за что ему приписывают формализацию «Мифов Ктулху».
Первый этап
Постоянная тема в работах Лавкрафта — космицизм: полная неуместность человечества перед лицом сущностей, которые, очевидно, существуют во Вселенной. Он постоянно ссылался на сверхъестественных космических божеств, как свободный пантеон, которые когда-то правили Землёй, а затем покинули её либо впали в подобный смерти сон, но однажды они вернутся и настанет Конец света. Хотя эти могущественные сущности присутствуют во многих работах, началом Мифов считается рассказ «Дагон» (1917), где впервые появляются характерные элементы. Лавкрафт сформулировал свою философию в 1921 году, а впервые применил в рассказе «Зов Ктулху» (1926), что значительно расширило Мифы. Появляется описание инопланетян Лавкрафта: они чрезвычайно аномальные по природе, с частями тел разных животных; они застряли меж миров, поэтому в их случае перемешивается органика и материя, и они вообще не возможны в нормальном мире. До это момента Лавкрафт описывал мифических существ, а после инопланетян; «Некрономикон» был книгой по некромантии, а стал о пришельцах.
В рассказе «Ужас Данвича» (1928) мы узнаем о связи магии и космоса. Пришельцы угрожают человечеству; мы побеждаем лишь на время. В повести «Шепчущий во тьме» (1930) мы узнаем, что история инопланетян вплетена в нашу мифологию. В космосе царит хаос, а человечеству отведена незначительная роль. Пришельцы служат Древним богам и скрываются среди людей. В повести «Хребты Безумия» (1931) Лавкрафт подводит теорию древних космонавтов под его концепцию, что обретает финальный вид. Несколько инопланетян конфликтуют между собой за право господства на планетах. «Некрономикон» описывает циклы Ктулху и циклы Йог-Сотота, сменяющие друг друга. В древнюю эпоху Старцы вывели людей забавы ради. И этим Мифы Лавкрафта не ограничиваются. Но все последующие произведения ничего не меняют в концепции, сложившейся за пять лет (1926-1931), а вносят лишь дополнительные главы в мифологию инопланетян, которая имеет последовательный вид.
Прайс пишет, что существа Лавкрафта служили лишь фоном для его произведений, но не основной темой. Действительно краеугольным камнем выступает Аркхем, а не такие существа, как Ктулху. Возможно, Лавкрафт не был серьезен, когда говорил о разработке «цикла мифов» и, в любом случае, у него не было необходимости давать ему имя. Он использовал свои Мифы просто как справочный материал, который позволял заимствовать другим писателям. Лавкрафт признавал, что у каждого автора есть свои литературные циклы и что элемент из одного рассказа не обязательно станет частью другого лишь потому, что писатель упомянул его. Например, Смит упоминал «Ктулхут и Иог-Сотота» (англ. Kthulhut, Iog-Sotôt) в его «гиперборейском цикле», который можно рассматривать как ветвь «Мифов Ктулху», но это не значит, что Ктулху стал частью другого цикла. Заметным исключением является Тсатоггуа, которого Лавкрафт заимствовал у Смита и поставил в один ряд с космическими божествами.
Даниэль Хармс отмечает, что при жизни Лавкрафта многие читатели журнала «Weird Tales» заметили параллели между произведений разных авторов.
Дирк Мосиг отмечает, что Лавкрафт был «механистическим материалистом» и принял философию космического безразличия (космицизм). Он верил в бесцельную и бесчувственную Вселенную. Люди с их ограниченными способностями не могут понять Вселенную и когнитивный диссонанс, вызванный этим открытием приведет их к безумию. Эта точка зрения не допускает религиозных взглядов, ибо непостижимые космические силы так же мало волнует человечество, как людей насекомые.
Были попытки классифицировать Древних богов. Филипп Шреффлер утверждает, что при тщательном изучении произведений Лавкрафта, появляется работоспособная структура, которая очерчивает весь «пантеон» — от недостижимых «Внешних» (например, Азатот, занимающий центр Вселенной) и «Великих Древних» (например, Ктулху, заключенный в тюрьме), а затем к низшим кастам божеств инопланетян (Шогготов и Ми-Го).
С. Т. Джоши также является сторонником отсутствия жесткой структуры и считает, что Лавкрафт не намеревался создавать канонические мифы, а хотел, чтобы его воображаемый пантеон служил лишь фоновым элементом (как фабула).
Воображаемая космогония Лавкрафта никогда не была жесткой системой, а скорее являлась своего рода эстетической конструкцией, что приспосабливалась к развивающейся личности автора и его меняющимся интересам… Никогда не было точной системы, что могла быть посмертно присвоена ему… Суть мифов заключается не в пантеоне божеств или запрещенных книгах, а в определенном убедительном космическом подходе.
Роберт Прайс полагает, что все произведения Лавкрафта можно разделить на категории и выделяет три основные тематики: «Дансени» (Страна снов), «Аркхем» («Страна Лавкрафта») и «Ктулху» (космос).
Уилл Мюррей отмечает, что для соавторских работ Лавкрафт создал новых космических божеств и города, по соседству, но Аркхем он оставил исключительно для собственных произведений. В письмах Лавкрафт упоминал «Цикл Аркхема».
Дирк Мосиг предлагает заменить термин «Мифы Ктулху» на «Цикл Йог-Сотота». Лавкрафт с юмором называл мифы «Йог-Сототерия» (на манер эзотерия). Временами ему приходилось напоминать читателям, что его творения вымышленные.
Лавкрафт в эссе «Сверхъестественный ужас в литературе» относит свои работы к жанру «Космический ужас» или «Странная фантастика» и отмечает ряд писателей, которые стоят у истоков этого жанра, вместе с ним.
Лин Картер в своем эссе «Лавкрафт: Взгляд за мифы Ктулху» насчитывает ровно 14 произведений, составляющих его мифы и, в частности, исключает «Дагон», «Цвет иных миров» и «Случай Чарльза Декстера Варда».

## «Мифы Ктулху» Августа Дерлета
Второй этап
Август Дерлет убедил писателей сразу не создавать работы во вселенной Лавкрафта, чтобы у него было время издать то, что не успел автор. В 1940-х годах он написал дюжину своих «Мифов Ктулху», а в 1950-х годах издал незавершенные рассказы Лавкрафта (как «посмертные коллаборации»), используя наброски его записной книжки и письма из невероятно огромного числа корреспонденции (от 30.000 до 100.000 писем). Лавкрафт делал сотни мимолетных заметок (не связанных с псевдомифологией), а Дерлет сочинил о них мифы. Сложно судить на сколько он был верен черновикам. Дерлет заявлял, что некоторые идеи он обсуждал с Лавкрафтом, но они не были записаны. Ради этой цели он создал издательство «Arkham House» и проявил себя как гениальный издатель. Во многом, благодаря Дерлету «Мифы Ктулху» стали столь популярными. В 1970-х годах последователи «Мифов Ктулху» издавали свои работы в «Arkham House». Роберт Прайс относит эти работы ко второму этапу развития «Мифов Ктулху», — их можно назвать «Мифы Дерлета».
Дерлет предложил выпустить продолжение «Мифов Ктулху» как большой, уникальный цикл. Десятки лет он обсуждал с коллегами концепцию общего межавторского цикла. Дерлет включил в «Мифы Ктулху» все ранние и соавторские работы Лавкрафта, и произведения «Круга Лавкрафта», хотя изначально их мало что связывало. Однако, Дерлет всех их соотнёс с «Мифами Ктулху» и проработал перекрёстные ссылки между авторами. По версии Дерлета, все эти работы были связаны и легли в основу «Мифов Ктулху», чтобы стать частью общей мифопеи. Другие авторы выпустили продолжение Мифов Лавкрафта, которые были основаны изначально на косвенных связях. Однако, им приходилось всегда возвращаться к Мифам Лавкрафта и его обстановке; при этом, они могли писать продолжения, не упоминая сведения других авторов вовсе.
Роберт Прайс пишет, что вместо того, чтобы различать отдельные серии произведения Лавкрафта, Дерлет объединил их, игнорируя индивидуальные различия. Дерлет далее игнорировал любые различия между совместными работами и литературными циклами его коллег, чтобы создать общий цикл. Если Лавкрафт ссылался на имя другого автора, Дерлет воспринимал это как основание для включения всего цикла в «Мифы Ктулху». Так, Дерлет превратил Хастура в Великого Древнего и аватар «Короля в Желтом» Роберта Чемберса из мимолетной ссылки, связывающей Хастура и Желтый Знак в повести «Шепчущий во тьме». Дерлет, видимо, классифицировал любой рассказ, в котором упоминались элементы Лавкрафта, как принадлежащий к «Мифам Ктулху» — следовательно, все элементы также становились частью Мифов. Лавкрафт упомянул «Книгу Эйбона» Смита, а Дерлет упомянул Уббо-Сатла Смита. Благодаря более широкому канону Дерлета «Мифы Ктулху» значительно разрослись, а работы самого Лавкрафта составили крошечную часть от них.
Дерлет заявлял, что Лавкрафт хотел, чтобы другие авторы активно писали о Мифах и не ограничиваясь строгим сюжетным устройством. Прайс пишет, что Мифы Лавкрафта можно назвать своего рода тщательно продуманной шутливой затеей для узкого круга писателей, которая истощилась после его смерти. Дерлет, похоже, не понял этого и всерьез полагал, что Лавкрафт хотел, чтобы другие писали некий «цикл мифов», а не просто ссылались на его рассказы.

Дерлет несколько отступал от принципов Лавкрафта и предпринимал попытки категоризировать космический пантеон Древних богов, но считается, что единой картины мира Лавкрафта не существует, а сам он не стремился создать «пантеон». Напротив, Вселенная Лавкрафта полна хаоса и неизвестности. Прайс считает, что принципиальное различие между Дерлетом и Лавкрафтом заключается в том, что Август развил свои надежды о том, что, по сути, «Мифы Ктулху» представляют борьбу добра и зла в космосе, — что противоречит безразличию Говарда. Дерлету приписывают создание космического пантеона «Старших богов» (англ. Elder gods), — о чем он заявил:
Когда Лавкрафт задумывал его божеств или силы природы, то там изначально были Старшие боги. Эти Старшие Боги были милостивыми божествами, представляющие силы добра, и мирно существовали где-то в созвездии Бетельгейзе или рядом с созвездием Ориона, и они крайне редко вмешиваясь в непрекращающуюся борьбу между силами зла и расами Земли. Эти силы зла были известны как Великие Древние или Древние...
Прайс отмечает, что основу системы Дерлета можно найти у Лавкрафта: 
Было ли использование Дерлетом «Старших богов» настолько чуждо Лавкрафту в «Хребты безумия»? Возможно нет. Фактически, эта повесть, наряду с некоторыми намеками из «Тень над Иннсмутом», дает ключ к происхождению «Мифов Дерлета». В «Хребты безумия» показан конфликт между межзвездными расами и, в первую очередь, между Старцами и Потомками Ктулху. 
Прайс пишет, что основа систематизации Дерлерта находится в творчестве Лавкрафта. В «Вне времени» жрец в храме Шуб-Ниггурат просил защиты у Земных богов против космических божеств, в частности Гатаноа. В «За гранью времён» говорится про противостояние Древних богов. «Тень над Иннсмутом» дает ключ к происхождению персонажей «Мифов Дерлета», где он подчеркнул темы родственных связей семей Иннсмута и Данвича. Критики выделяют это окружение как «Страна Дерлета».
Дирк Мосиг, С. Т. Джоши и Ричард Тирни были недовольны изобретением Дерлетом термина «Мифы Ктулху», поскольку Лавкрафт не делил свое творчество на циклы, хотя, и упоминал Йог-Сототерия. Дерлет представляет творчество Лавкрафта как общий образец, отражающий христианское мировоззрение самого Дерлета, которое контрастирует с аморальной Вселенной Лавкрафта.
Дерлет также предлагал термин «Мифы Хастура», которого он превратил в Великого Древнего, отпрыска Йог-Сотота, сводного брата Ктулху и, возможно, «Магнум Инноминандума».
Дерлет позже пытался связать божеств мифов с четырьмя элементами («воздух», «земля», «огонь» и «вода») в журнале «The Acolyte» за зиму 1942 года. Он создал «Ктугу» как огненного элементаля, чтобы узаконить свою систему классификации.

## Последователи «Мифов Ктулху»
- Кларк Эштон Смит
- Роберт Говард
- Роберт Блох
- Фрэнк Белнэп Лонг
- Генри Каттнер
- Фриц Лейбер

В 1930-х годах Лавкрафт писал произведения в соавторстве и состоял в постоянной переписке с другими писателями, хотя, «Мифы Ктулху» не были формализованы или признаны между авторами. Своей рукой Лавкрафт включил в свои работы элементы из произведений таких авторов, как: Кларк Эштон Смит, Роберт Говард, Роберт Блох, Фрэнк Белнэп Лонг, Генри Каттнер, Генри Уайтхед, Фриц Лейбер — группа, называемая «Круг Лавкрафта». Большая часть их работ не имела перекрестных ссылок с работами Лавкрафта, а вместо этого они были сознательно созданы как отдельные литературные циклы. Ярким примером являются запретные книги: фон Юнцт читает «Некрономикон» в рассказе «Дети ночи» (1931), а Лавкрафт упоминает «Сокровенные культы» в повести «За гранью времен» (1936). Позже отсылки укоренились в Мифах и стали чаще появляться связи с разными вымышленными мирами, хотя они не обязательны. «Псы Тиндала» (1929) Лонга — первый рассказ «Мифов Ктулху», написанный кем-либо, кроме Лавкрафта. Также в 1930-х годах вышло несколько редких работ[каких?], вдохновленных творчеством Лавкрафта. Так случилось, что «Мифы Ктулху» сложились как явление.
В 1940—1950-х годах Август Дерлет получил права на издание произведений Лавкрафта и просил других авторов временно не создавать произведения в окружении Лавкрафта. Для этой цели он создал издательство «Arkham House» и впервые выпустил в твердой обложке все работы Лавкрафта и ряд своих Мифов, а в незавершенных рассказах назвал себя «посмертным соавтором». Дерлет разрабатывал концепцию «Мифов Ктулху», как большой общий цикл, в который он включил все произведения «Круга Лавкрафта», основываясь на таких небольших отсылках, как «Некрономикон»; несмотря на полное отсутствие каких-либо связей с работами других авторов. Некоторые писатели[какие?] спорили по поводу Мифов Дерлета. Но в итоге писатели вернулись к своим циклам, оборвав все связи с Лавкрафтом в работах 1930-х годов. Более двадцати лет мало кто писал «Мифы Ктулху» по той причине, что они не были популярными, в виду малой аудитории публикующихся журналов. Ранние «Мифы Ктулху» поддержали: Смит («Гиперборейский цикл», 1930-е годы), Генри Каттнер (конец 1930-х годов), Роберт Блох (1940-е годы), Фриц Лейбер (1960-е годы). Они написали работы[какие?], объясняющие, что их предыдущие произведения на самом деле тоже связаны общей мифологией; и они стали считаться за фактическую часть общей истории. Позже они выпустили более взаимосвязанные продолжения, хотя, не все авторы сразу продолжили писать Мифы. Так зародилась классическая концепция «Мифов Ктулху».
В 1960—1970-х годах последователи «Мифов Ктулху» — Рэмси Кэмпбелл, Брайан Ламли, Лин Картер, Колин Уилсон, Вернон Ши и другие — присоединились к этой литературной игре[что?], которая стала своего рода традицией. Они написали прямые сиквелы произведений Лавкрафта и адаптировали работы «Круга Лавкрафта», хотя изначально они были мало чем связаны. Разные авторы постоянно добавляли новые прямые или косвенные связи к общей мифологии, значительно увеличившейся в объеме, и создали полноценную космогонию. Они ссылались на список Древних богов Лавкрафта, Дерлета и Смита; и создали сотни своих божеств. Лин Картер составил подробные списки божеств, существ, книг, культов и прочего, пытаясь систематизировать элементы «Мифов Ктулху». Благодаря ему были связаны друг с другом разные элементы Мифов. По мере того как Мифы разрастались, авторам стало всё труднее ознакомиться со всеми их элементами. Эти писатели внесли кардинальные изменения, выйдя далеко за рамки концепции Лавкрафта, интерпретировав многие элементы иначе, в соответствии со своими ожиданиями. Эти работы вобрали в себя нововведения в полной мере и составили расширенную вселенную «Мифов Ктулху».
В 1970—1980-х годах к «Мифам Ктулху» возрос интерес благодаря публикации сборников «Arkham House» Дерлета и «Склеп Ктулху» Роберта Прайса, а также исследователям творчества Лавкрафта (Дирк Мосиг, Ричард Тирни и другие). «Мифам Ктулху» посвятили свои работы: Питер Кэннон, Ричард Тирни, Томас Лиготти, Ричард Лупофф, Т.Э.Д. Кляйн, Карл Эдвард Вагнер, Джоанна Расс, Фред Чаппелл, Филип Фармер, Гарри Майерс, Бэзил Коппер и другие. Эти авторы берут пример с произведений, ориентированных на преемственность «Мифов Ктулху», а не на загадочную Вселенную Лавкрафта. Дерлет разделил творчество с третьими лицами, а они с четвертыми. Мифы Лавкрафта подхватили множество различных писателей, которые по-разному их интерпретировали, расширили и обработали. Из-за новых разрозненных связей стало чрезвычайно сложно выделить элементы расширенной вселенной «Мифов Ктулху». Это стало дальнейшим отдалением «Мифов Ктулху» от оригинала.
В 1990-х «Мифы Ктулху» стали явлением, которое вызвало поток новых работ. Авторы создавали разные серии взаимосвязанных циклов по мотивам «Мифов Ктулху», которые иногда противоречат друг другу. Не все придерживались идей Лавкрафта, заимствуя лишь определенные его элементы. Некоторые работы больше соответствуют жанру «Космический ужас», нежели Лавкрафту. Иногда возникают перекрёстные ссылки между авторами, которые не затрагивают оригинал вовсе. В «Мифах Ктулху» появились противоречивые версии одного и того же нарратива, по мере того, как они зашли так далеко на пути в своём развитии. Авторы не объясняют фактические конфликты от истории к истории и избегают необходимости своеобразного «сглаживания», в отличие от Лин Картера. Ещё одним влиянием стала настольная игра «Зов Ктулху» (1981), издательства Chaosium, для которой вышли сборники новых авторов, посвященные локациям, существам и божествам Лавкрафта.
В 2000-х годах сформировался жанр «Лавкрафтовские ужасы», который включает в себя «Мифы Ктулху». Число этих работ возросло и цикл «Мифы Ктулху» в нём растворился. В 2020-х годах всё ещё наблюдается интерес писателей к «Мифам Ктулху».

## Элементы мифологии Лавкрафта

### Древние боги
- Азатот (англ. Azathoth) — самый могущественный дух, повелевающий Древними богами.
- Йог-Сотот (англ. Yog-Sothoth) — божество, связывающее разные измерения, время и миры.
- Ктулху (англ. Cthulhu) — брат Древних и погонщик Их рабов.
- Ньярлатотеп (англ. Nyarlathotep) — воплощение хаоса, посланник богов, несет конец света, выглядит как Фараон, сопровождаемый мелодией флейт.
- Тсатхоггуа (англ. Tsathoggua) — страшное аморфное, жабообразное существо из подземного мира Н’кай. О нём знали жрецы Атлантиды.
- Шуб-Ниггурат (англ. Shub-Niggurath) — божество плодородия, также известно как Чёрная Коза Лесов с Тысячей Младых.
- Хастур (англ. Hastur) — божество, живущее за пределами космоса, обычно приходит в виде вихря. Также известен как Хастур Неизрекаемый.
- Дагон (англ. Father Dagon) — подводное божество, похожее на гигантскую амфибию. Является покровителем Глубоководных.
- Гидра (англ. Mother Hydra) — является покровительницей Глубоководных. Младшее древнее существо.
- Ноденс (англ. Nodens) — Морской бог, вероятно, связанный с Страной снов.
- Гатаноа (англ. Ghatanothoa) — бессмертное существо, оставленное на Земле пришельцами с планеты Юггот.
- Йиг (англ. Yig) — бог змей у индейцев, который мог превращать людей в змеелюдей.
- Наг и Йеб (англ. Nug and Yeb) — омерзительные близнецы.

### Запретные книги в «Мифах Ктулху»
- «Некрономикон» (англ. Necronomicon) — самая известная запретная книга, написанная Абдулом Альхазредом (выдуманный Лавкрафтом автор).
- «Сокровенные культы» (нем. Unaussprechlichen Kulten) — оккультная книга Фридриха Вильгельма фон Юнцта. Взята из произведений Роберта Говарда.
- «Книга Эйбона» (англ. Book of Eibon) — древняя книга, повествующая о культах Гипербореи. Взята из произведений Кларка Эштона Смита.
- «Тайны Червя» (лат. De Vermis Mysteriis) — демонологическая книга Людвига Прина из произведений Роберта Блоха.
- «Культы гулей» (фр. Cultes des Goules) — оккультная книга графа д’Эрлета, посвященная феномену гулей (оживших мертвецов). Взята из произведений Августа Дерлета.
- «Пнакотические рукописи» (англ. Pnakotic Manuscripts) — создатель Говард Лавкрафт (1918).
- «Семь загадочных книг Хсана» (англ. Seven cryptical books of Hsan), так же называют «Книги Земли», — создатель Говард Лавкрафт (1921).
- «Песнопения Дхол» (англ. Dhol Chants) — создатель Говард Филлипс Лавкрафт (1935).
- «Эльтдаунские таблички» (англ. Eltdown Shards) — создатель Ричард Сирайт.
- «Письмена Акло» (англ. The Aklo Letters), текстовые пиcьмена — создатель Говард Филлипс Лавкрафт и Артур Мейчен (1904).
- «Культ Ктулху» (англ. The Cult of Cthulhu) Джорджа Гэммела Энджелла — создатель Говард Лавкрафт (1926).
- «Liber-Damnatus» Джозефа Карвена — создатель Говард Филлипс Лавкрафт (1927).
- «Книга Азатота» (англ. Book of Azathoth) — создатель Говард Лавкрафт (1932).
- «Коммориом» (англ. Commoriom) Кларкаш-Тона — создатель Говард Филлипс Лавкрафт (1930).
- «Пергаменты Пнома» (англ. Parchments of Pnom) — создатель Кларк Эштон Смит (1934).
- «Книга Иода» (англ. Book of Iod) — создатель Генри Каттнер (1939).
- «Откровения Глааки» (англ. Revelations of Glaaki) — создатель Рэмси Кемпбелл (1964).
- «Фрагменты Г’харна» (англ. G'harne Fragments), текстовые таблицы — создатель Брайан Ламли (1969).
- «Писание Понапе» (англ. Ponape Scripture) — создатель Лин Картер (1975).
- «Хтаат Аквадинген» (нидерл. Cthäat Aquadingen) — создатель Брайан Ламли (1977).

### Вымышленные существа Лавкрафта
- Ломарцы (англ. Lomarians) — благородный, рослый и сероглазый народ, бородатые суровые мужья в королевстве Ломар. Описаны в «Полярная звезда».
- Гнопх-кехи (англ. Gnoph-keh) — властные существа из гренландских льдов, передвигающиеся на 2, 4 или 6 ногах. Описаны в «Хребты Безумия».
- Безмолвные (англ. Voiceless Ones) — существа, жившие во время зарождения мира. Описаны в «Карающий Рок над Сарнатом».
- Разумный фиалковый газ (англ. Violet Gas) — сущность в виде светящегося газа, обитает в ином измерении, где отсутствует форма. Описана в «Селефаис».
- Скитальцы (англ. Roamer of vast spaces) — внеземной разум со сверкающей аурой, брат во свете, путешествует в космосе, может завладеть телом человека. Описан в «За стеной сна».
- Кошки Ултара (англ. Cats of Ulthar) — таинственные, загадочные существа из Древнего Египта, древнее Сфинкса. Описаны в «Кошки Ултара».
- Рептилии (англ. Reptiles) — архидревняя раса, похожие на крокодила и тюленя. Описаны в «Безымянный город».
- Мертвецы (англ. Dead) — мертвецы, нежить, которых реанимируют колдуны или учёные. Описаны в «Герберт Уэст — реаниматор».
- Гули (англ. Ghoul) — упырь, трупоед, который перемещается в между Загробным миром и миром живых. Может явится как оживший труп. Описан в «Изгой».
- Пёс (англ. Hound) — призрачный пес с крыльями, который преследует, как проклятье, носителя амулета. Описан в «Пёс».
- Собакоподобные твари (англ. Dog-like things) — трупоеды, слепые псы, почти двуногие с тканями напоминающими резину. Описаны в «Модель для Пикмана».
- Затаившийся страх (англ. Lurking Fear) — карликовые, уродливые, обезьяноподобные мутанты и фантазмы. Описаны в «Таящийся ужас».
- Неименуемое (англ. Unnamable) — потусторонняя сущность, которую человек не может увидеть, оно связано с дурным глазом. Описано в «Неименуемое».
- Летающие гибриды (англ. Flying Hybryds) — огромные летающие существа, которых перевозили умерших из Загробного мира. Описаны в «Праздник».
- Вампир (англ. Vampire) — гигантских размеров, белого, студенистого вида, живет в земле под домом и питается энергией людей, боится света, обращается в пар. Описан в «Заброшенный дом».
- Фосфоресцирующая тварь (англ. Phosphorescent Thing) — глубоководная ведьма, бессмертная, реанимировала мертвых. Описана в «Ужас в Ред Хуке».
- Чернокрылые (англ. BlackWing) — огромные черные летающие существа, управляют ветром, слетаются на шабаш. Описаны в «Очень древний народ».
- Черный контур (англ. Black outline) — сущность из бездны, неясный силуэт, черная тень исчезающая во мгле. Описан в «Загадочный дом на туманном утёсе».
- Зуги (англ. Zoogs) — маленькие дивные существа. Описаны в «Сомнамбулический поиск неведомого Кадата».
- Жабообразные твари (англ. Toad-things) — серо-белые безглазые жабы с извивающимися розовыми щупальцами на конце морды. Описаны в «Сомнамбулический поиск неведомого Кадата».
- Шантаки (англ. Shantak-bird) — огромные лошадиноголовые и чешуйчатокрылые птицы. Описаны в «Сомнамбулический поиск неведомого Кадата».
- Ночные призраки (англ. Night-gaunt) — черные твари с крыльями нетопырей и рогами, и без лица. Описаны в «Сомнамбулический поиск неведомого Кадата».
- Бхолы (англ. Bholes) — невидимые извивающиеся плотоядные твари. Описаны в «Сомнамбулический поиск неведомого Кадата».
- Проклятые (англ. Damned thing) — воскрешенные мертвецы, состоят из разных частей тела, воют и царапают когтями стены. Описаны в романе «Случай Чарльза Декстера Варда».
- Цвет (англ. Color) — газообразный пришелец, который светится неописуемыми цветами. Описан в «Цвет из иных миров».
- Ми-го (англ. Mi-go) — крабообразные пришельцы с Юггота, не материальны, являются грибами, владеют телепатией. Описаны в «Шепчущий во тьме».
- Старцы (англ. Old ones) — инопланетяне с крыльями и щупальцами, которые в древности первыми населили Землю. Описаны в «Хребты Безумия».
- Шогготы (англ. Shoggoths) — аморфная масса, способная изменять форму и обладающая подобием разума. Описаны в «Хребты Безумия».
- Потомки Ктулху (англ. Spawn of Cthulhu) — осьминогоподобные пришельцы, пришедшие на Землю во главе с Ктулху. Описаны в «Хребты Безумия».
- Глубоководные (англ. Deep Ones) — разумные гуманоидные амфибии, живут в океане и продолжают род с людьми. Описаны в «Тень над Иннсмутом».
- Великая раса Йит (англ. Great Race of Yith) — пришельцы с телами конусов, жившие на Земле в древности. Описаны в «За гранью времён».
- Летающие полипы (англ. Flying Polyps) — инопланетяне, что были изгнаны в подземелья конусами из Великой расы Йит. Описаны в «За гранью времен».
- Шамблеры (англ. Dimensional Shamblers) — существа с плотной серой, похожей на мумию кожей, материализуются в разных измерениях. Описан в «Ужас в музее».
- Йекубианцы (англ. Yekub) — Высокоразвитая цивилизация червей из Внешнего космоса. Описаны в «Вызов извне».
- Скиталец тьмы (англ. Haunter of the Dark) — потусторонняя сущность из Иного мира, которая общается с сектантами через Сверкающий Трапецедрон. Описан в «Обитающий во Тьме».

### Персонажи Говарда Лавкрафта
- Моряк (англ. Sailor) — моряк на пакетботе, что оказался на острове, что поднялся с глубин океана и встретил там Дагона.
- Интерн (англ. Interne) — молодой сотрудник психиатрической больницы в Олбани. Верил, что в мире снов материя не стабильна и что время, и пространство там существуют в ином виде.
- Рэндольф Картер (англ. Randolph Carter) — путешественник и сновидец, то есть человек, умеющий проникать в Страну снов.
- Харли Уоррен (англ. Harley Warren) — оккультист, изучал книги на древних языках, друг Картера, считал себя человеком с железными чувствами.
- Старик (англ. Old man) — старики и колдуны часто появляются в разных произведениях, у них горят глаза, они говорят на старом диалекте.
- Артур Джермин (англ. Arthur Jermyn) — этнолог, необычайно уродлив. Резкие, выступающие черты лица и неестественной длины руки заставляли всех содрогаться от отвращения.
- Куранес (англ. Kuranes) — сновидец, создавший город Селефаис в долине Оот-Наргай Страны снов, который навсегда был избран королём этого города.
- Кроуфорд Тиллингаст (англ. Crawford Tillinghasts) — учёный, создавший машину для перемещения существ из параллельного мира.
- Фантом (англ. Phantom) — призрак и мертвец, наделенный особыми силами. Описан в «Изгой».
- Барзай Мудрый (англ. Barzai the Wise) — философ в Стране снов, изучавший «Книги Земли». Он поднялся на гору Хатег-Кла и встретился с Иными богами.
- Атал (англ. Atal) — священник в Стране снов, ученик Барзаи Мудрого. В Ултаре стал патриархом Храма Старших, дожив до 300 лет.
- Эрих Цанн (англ. Erich Zann) — немой музыкант, который при помощи музыки открывал портал в внеземные миры.
- Герберт Уэст (англ. Herbert West) — учёный в Мискатоникском университете. Создал микстуру, возвращающую мертвецов к жизни, но был убит мертвецами.
- Абдул Альхазред (англ. Abdul Alhazred) — безумный Араб, автор «Некрономикона».
- Де ла Поэр (англ. De la Poer) — последний из рода, попал под влияние силы Нъярлатхотепа в своем фамильном замок. Загрыз друга и попал в больницу.
- Томас Мэлоун (англ. Thomas Malone) — полицейский детектив в Нью-Йорке, расследовал деятельность культа в Ред-Хуке.
- Джон Леграсс (англ. John Raymond Legrasse) — полицейский инспектор из Нового Орлеана, задержании сектантов, поклоняющихся Ктулху.
- Френсис Вейланд Тёрстон (англ. Francis Wayland Thurston) — бостонский антрополог, который собирал информацию о Культе Ктулху.
- Ричард Пикман (англ. Richard Pickman) — безумный художник, изображавший на своих картинах потусторонних упырей и ставший впоследствии одним из них.
- Джозеф Карвен (англ. Joseph Curwen) — чёрный маг, алхимик, оккультист и некромант, который воскресил предка вампира.
- Маринус Бикнелл Виллетт (англ. Marinus Bicknell Willett) — лечащий врач семьи Вардов. Допускал возможность существования сверхъестественных сил.
- Эмми Пирс (англ. Ammi Pierce) — фермер из деревни в Аркхеме, единственный живой свидетель падения метеорита.
- Генри Уэнтуорт Экли (англ. Henry Wentworth Akeley) — фольклорист из Вермонта. Стал жертвой интриг Ми-го или присоединился к ним добровольно. Похищен пришельцами.
- Алберт H. Уилмарт (англ. Albert N. Wilmarth) — фольклорист в Мискатоникском университете. Расследовал события наводнения в Вермонте и знал о Ми-Го.
- Уилбур Уэйтли (англ. Wilbur Whateley) — ребенок, пораженный магией Йог-Сотота. Аномально быстро рос и превратился в чудовище, как и его брат-близнец.
- Генри Армитедж (англ. Henry Armitage) — библиотекарь Мискатоникского университета. Изучал оккультные знания и колдовские заклинания.
- Уильям Дайер (англ. William Dyer) — геолог Мискатоникского университета, участвовал в экспедиции в Большую песчаную пустыню и в Антарктику.
- Абед Марш (англ. Obed Mash) — капитан, плавал на корабле из Иннсмута в Полинезию. Женился на одной из племени «Глубоководных».
- Уолтер Джилмен (англ. Walter Gilman) — молодой студент, изучающий математику, «неевклидовую геометрию, квантовую физику и оккультные книги.
- Бурый Дженкин (англ. Brown Jankin) — фамильяр ведьмы, он же «Маленькая косматая тварь». Перед рассветом появлялся в городе и обнюхивал прохожих.
- Чёрный Человек (англ. Black Man) — посланник Ньярлатхотепа или Шуб-Ниггурат. Одет в бесформенном платье, вместо ног у него копыта.
- Кеция Мейсон (англ. Keziah Mason) — салемская ведьма, насылала морок во сне, крала детей для жертвоприношений, служила Черному человеку.
- Роберт Олмстед (англ. Robert Olmstead) — студент в университета в Толедо, ценитель антиквариата, страховщик. Состоял в родстве с иннсмутцами.
- Асенат Уэйт (англ. Asenath Waite) — колдунья из Иннсмута. Могла вселяться в тела и путешествовать во времени.
- Натаниэль Уингейт Пизли (англ. Nathaniel Wingate Peaslee) — преподаватель политэкономии в Мискатоникском университете. Похищен пришельцами.
- Роберт Блейк (англ. Robert Blake) — писатель ужасов из Милуоки. Попасть в черную церковь в потустороннем мире и нашел Сияющий Трапецоэдр.
- Гарри Гудини (англ. Harry Houdini) — персонаж представляет известного во всем мире иллюзиониста и мистика 1920х годов.

### Культы в произведениях Лавкрафта
- Культ Ктулху (Cult of Cthulhu) — описан в «Зов Ктулху»
- Тайный Орден Дагона (Esoteric Order of Dagon) — описан в «Тень над Иннсмутом»
- Церковь Звездной Мудрости (Church of Starry Wisdom) — описана в «Обитающий во Тьме»
- Культ Шуб-Ниггурат (Shub-Niggurath Cult) — описан в «Шепчущий во тьме», «Вне времени», «Курган»
- Культ Старших богов (The Elder Gods cult) — описан в «Хребты Безумия»
- Культ Тсатхоггуа (Tsathoggua cult) — описан в «Шепчущий во тьме», «Курган»
- Культ Гатаноа (Ghatanothoa cult) — описан в «Вне времени»
- Культ злых людей (Сult of evil men) — описан в «Шепчущий во тьме»
- Жёлтый знак (Yellow Sign) — описан в «Шепчущий во тьме»
- Ведьмовство Часонкук (Chesuncook Witchcraft) — описан в «Грезы в Ведьмовском доме»
- Культ Ведьм Европы (European Witch cult) — описан в «Грезы в Ведьмовском доме»
- «Находящегося-за-Краем» или Йог-Сотота (Beyond-One) — описан в «Врата серебряного ключа»
- Культ Безымянного Божества (Unnamed God cult) — описан в «Курган»
- Культ Пожирателей трупов Ленга (Сorpses eaters Lang cult) — описан в «Пёс»
- Культ Йига (Yig cult) — описан в «Курган»
- Культ Диметры (Dimeter cult) — описан в «Болото Луны»
- Культ Йоль (Сult of Yole) — описан в «Праздник»
- Культ Лилит (Lilith cult) — описан в «Ужас в Ред-Хуке»
- Культ Кибелы (Cybele cult) — описан в «Крысы в стенах»
- Культ Древнего народа (The Old Folk cult) — описан в «Очень древний народ»
- Культ Хефрена (Khephren cult) — описан в «Погребенный с фараонами»
- Культ Атлантиды (Atlantis cult) — описан в «Болтон»
- Культ Хастура (Cult of Hastur) — описан в «Сверхъестественный ужас в литературе»

### Реликвии в Мифах Ктулху
- Космическое радио (англ. Сosmic “radio”) — аппарат для двусторонней телепатической связи, обмена снов, его изобрел стажёр психбольницы в Олбани. Описано в рассказе «За стеной сна».
- Идол Бокруга (англ. Bokrug Idol) — идол в виде водяной ящерицы, стоял в храме Иб и Сарната, на нем жрец Таран-Иш начертил Знак Рока. Описан в рассказе «Карающий Рок над Сарнатом».
- Статуэтка из слоновой кости (англ. Carved ivory image) — фигурка в виде головы юноши в лавровом венке. Описана в рассказе «Храм».
- Реликвии забытой расы (англ. Relics of the forgotten race) — реликвии, ниши, алтари и символы первозданной жизни расы рептилий. Описаны в рассказе «Безымянный город».
- Амулет гончей (англ. Amulet of hound) — стилизованная фигурка сидящей крылатой собаки или Сфинкса с полу-собачьей головой. Сделана в древневосточной манере из нефрита. Описан в рассказе «Пёс».
- Идол Ктулху (англ. Cthulhu idol) — фигурка 20 сантиметров в высоту, из зеленовато-черного камня с золотистыми и переливчатыми крапинками. Уилкокс вырезал её по своим снам. Описана в «Зов Ктулху».
- Серебряный ключ (англ. Silvery Key) — позволяет попасть в Страну снов. Картер нашел его в древней шкатулке из дуба со странными иероглифами на неизвестном языке. Описан в «Серебряный ключ».
- Живые соли и Несовершенные соли (англ. Living Salts and Imperfect Salts) — порошки голубовато-серого и светло-розового цвета. Описаны в романе «Случай Чарльза Декстера Варда».
- Порошок Ибн-Гази (англ. Ibn Ghazi powder) — описан в запретных книгах, делает видимыми гигантских невидимых существ Извне. Описан в рассказе «Ужас Данвича».
- Цилиндр Ми-Го (англ. Mi-go cylinders) — сосуд с питательной жидкостью для переноса мозга и сознания разных рас в недоступные области космоса. Описан в повести «Шепчущий во тьме».
- Черный камень (англ. Black stone) — предмет религиозного значения, с неизвестными иероглифами, наполовину стертыми. Лежал в лесу Вермонта у Круглого Холма. Описан в повести «Шепчущий во тьме».
- Камень-звезда (англ. Stone of star) — странные камни с зеленым узором, в форме пятиконечной звезды. Описаны в повести «Хребты Безумия».
- Тиара Глубоководных (англ. Deep One Tiara) — из неизвестного металла, золотого цвета, имеет удивительный белесый оттенок, сделана расой Глубоководных. Описана в повести «Тень над Иннсмутом».
- Фантастическая балюстрада (англ. Fantastic balustrade) — из неизвестного металла в виде бочкообразных существ с пятью лучами-конечностями. Описана в рассказе «Грёзы в ведьмовском доме».
- Сияющий Трапецоэдр (англ. Shining Trapezohedron) — черный кристалл с красными прожилками, 10 сантиметров в диаметре, яйцеобразной неровной формы. Служил для призыва духов. Описан в рассказе «Обитающий во Тьме».
- Диск и цилиндр из темного металла (англ. Dark metal cylinder and disc) — металлический амулет со странными иероглифами, похожими на осьминога и краба, отлитый в древности в Подземном мире К’нян. Описан в повести «Курган».
- Зеркало Локи (англ. Mirror of Loki) — ловушка или дверь к тайникам сознания, что может запереть людей в параллельном мире. Описано в рассказе «Ловушка».
- Цилиндр из металла Лаг (англ. Lagh metal cylinder) — Древние привезли его с Юггота. Т’юог хранил в нем свиток племени Птагов, сделанный из кишок ящериц Якит. Описан в рассказе «Вне времени».
- Кольцо Дагона (англ. Ring of Dagon) — индейцы-вампаноаги заключили в кольцо демона Оссадаговая с помощью «Старшего Знака». Описано в романе «Затаившийся у порога».
- Стекло из Ленга (англ. Leng glass) — при помощи заклинания открывает проход в Иной мир. Описано в рассказе «Окно в мансарде».
- Камни Р’льех (англ. R’lyeh stone) — магические камни в форме пятиконечной звезды, что несут на себе печать Р’льех. Описаны в рассказе «Ведьмин лог».

## Влияние на культуру
Говард Филлипс Лавкрафт оказал значительное влияние на культуру в целом. Более современные работы жанра ужасов ссылаются на работы Лавкрафта в медиа. Многие работы современников так или иначе заимствуют элементы из «Мифов Ктулху» Лавкрафта.

## Отражение в науке
В 2019 году в честь существ из Мифов Ктулху назван ископаемый вид морских иглокожих Sollasina cthulhu, обитавший в силурийском периоде. Ископаемые остатки хранятся в Музее естественной истории Оксфордского университета.